# Trochosphaera aequatorialis
Trochosphaera aequatorialis is een raderdiertjessoort uit de familie Trochosphaeridae. De wetenschappelijke naam van deze soort is voor het eerst geldig gepubliceerd in 1872 door Semper.